# Ich + Ich (Album)
Ich + Ich ist das am 18. April 2005 veröffentlichte erste Studioalbum von Ich + Ich. Bereits vorab wurde die erste Single Geht’s dir schon besser? ausgekoppelt.

## Wissenswertes
Adel Tawil beschrieb die Zusammenarbeit mit Annette Humpe, die er 2002 bei einem Studioaufenthalt in Berlin kennenlernte, von Beginn an als „normales Arbeitsverhältnis“.

„Ich war vollkommen unbelastet. Ich kannte Annette Humpe, die Story von Ideal, die großen Erfolge mit Rio Reiser und den Prinzen nur so beiläufig. Ich habe ihr im Studio meine Sounds vorgespielt und sie hat sich ziemlich kritisch damit beschäftigt. Ich dachte nur: 'Die hats drauf und weiß, wovon sie spricht'.“

Beide legten angesichts der unterschiedlichen Musikinteressen – Humpe etwa Lou Reed, Adel Tawil Black Music und Hip-Hop – fest, die Songs so weit auszuarbeiten, bis beide zufrieden sind. Die Grundstruktur des Debütalbums wurde als poppig, aber nicht „chartlastig“ beschrieben, da oft melancholisch und mit nachdenklichen Texten. Adel Tawil sang und mischte, Annette Humpe schrieb die Stücke und übernahm teilweise den Hintergrundgesang. Seit der auf das Album folgenden ersten Deutschland-Tournee überließ Annette Humpe, die an starkem Lampenfieber leidet, Adel Tawil die Live-Auftritte.

## Rezeption
Die Kritiken fielen unterschiedlich aus. Giuliano Benassi von Laut.de nannte die Kombination des ungleichen Duos Humpe/Tawil schon „auf dem Papier“ ungewöhnlich. Das entstandene gemeinsame Album „abseits der gängigen Wege“ verdiene „durchaus Aufmerksamkeit“. Nur bei einigen Stücken stießen Ich + Ich an ihre Grenzen, etwa bei Fenster oder Wie konnte das passieren, letzteres sei 80er-Pop-ähnlich. Die Bewertung lag bei drei von fünf Sternen. Auf Plattentests.de vergab Lukas Heinser nur drei von zehn Punkten, nannte das Album „kalten Kaffee“ und schrieb: „Zum Dahinplätschernlassen ist die Platte zu sperrig, zum Ignorieren zu nervig.“

## Titelliste
1. Ich und ich – 3:57
2. Felsen im Meer – 	3:53
3. Dienen – 	3:42
4. Du erinnerst mich an Liebe – 3:33
5. Fenster – 3:57
6. Umarme mich – 4:46
7. Wo die Liebe hinfällt – 3:01
8. Der Wind – 4:48
9. Wie konnte das passieren – 3:58
10. Ich sehe was, was du nicht siehst – 3:04
11. Ich hab’ gehört – 3:20
12. Geht’s dir schon besser? – 3:04

## Kommerzieller Erfolg

### Chartplatzierungen
| ChartsChartplatzierungen | Höchstplatzierung | Wochen |
| ------------------------ | ----------------- | ------ |
| Deutschland (GfK)        | 10 (44 Wo.)       | 44     |
| Österreich (Ö3)          | 34 (20 Wo.)       | 20     |

| ChartsJahrescharts (2005) | Platzierung |
| ------------------------- | ----------- |
| Deutschland (GfK)         | 30          |

### Auszeichnungen für Musikverkäufe
| Land/Region        | Auszeichnungen für Musikverkäufe (Land/Region, Auszeichnung, Verkäufe) | Verkäufe |
| ------------------ | ---------------------------------------------------------------------- | -------- |
| Deutschland (BVMI) | Gold                                                                   | 100.000  |
| Insgesamt          | 1× Gold ·                                                              | 100.000  |

## Ich + Ich Tour
Diese Liste beinhaltet alle Konzerte in chronologischer Reihenfolge, die bei der „Ich + Ich Tour 2006“ bisher gespielt wurden:

### Tourdaten
| Datum           | Stadt     | Veranstaltungsort                | Land        |
| --------------- | --------- | -------------------------------- | ----------- |
| 27. Januar 2006 | Worpswede | Music Hall                       | Deutschland |
| 28. Januar 2006 | Mainz     | Frankfurter Hof                  | Deutschland |
| 29. Januar 2006 | München   | Georg-Elser-Halle                | Deutschland |
| 31. Januar 2006 | Hamburg   | Grünspan                         | Deutschland |
| 1. Februar 2006 | Hannover  | Capitol                          | Deutschland |
| 2. Februar 2006 | Köln      | Die Kantine                      | Deutschland |
| 4. Februar 2006 | Leipzig   | Anker                            | Deutschland |
| 5. Februar 2006 | Dresden   | Alter Schlachthof                | Deutschland |
| 6. Februar 2006 | Berlin    | Kesselhaus in der Kulturbrauerei | Deutschland |